# Pterocryptus uchidai
Pterocryptus uchidai är en stekelart som först beskrevs av Setsuya Momoi 1963.  Pterocryptus uchidai ingår i släktet Pterocryptus och familjen brokparasitsteklar. Inga underarter finns listade i Catalogue of Life.